# Душа (фільм, 1981)
Душа́ (рос. Душа́) — радянська музична драма 1981 року.

## Сюжет
Естрадна співачка напередодні міжнародного фестивалю виявляє, що через хворобу може втратити голос. З драматичної ситуації їй дозволяє вийти знайомство з молодими рок-музикантами. Героїня вирішує заспівати в новій для себе манері та здобуває перемогу на фестивальній сцені.
Фільм отримав масовий успіх його переглянули більш ніж 57-мільйонів глядачів.

## Про фільм
По сюжету фільму головна героїня співачка Вікторія Свободіна розлучається зі своїм колективом і дізнається, що серйозно хвора. Сценарій фільму був написаний спеціально «під Ротару». У той час по всій країні гуляли чутки про те, що співачка серйозно хвора, і не може співати. Отже, режисер Олександр Стефанович абсолютно вірно розрахував: чутки про хворобу співачки, і — не безпідставні — будуть найкращою рекламою для фільму. Кінострічка знімалась одночасно з погрозами на адресу Софії Ротару про викрадання її сина. Успіх у фільму «Душа» був колосальний, його переглянули понад сорок мільйонів глядачів. У співачки в цьому фільмі новий, молодіжний імідж, до цього в її концертному гардеробі не було ні таких відкритих суконь, ні костюмів-штанів. По-друге, завдяки пісням Андрія Макаревича, ряди фанатів Ротару поповнилися захопленою роком молоддю.
Олександр Стефанович, режисер «Мосфільма» (1976—1980):

Перший, напевно, перший в Радянському Союзі знімався відео-кліп, ось цікава річ. Ми наших артистів одягнули в костюми, які були зашиті зверху до низу, золоті, срібні. Був внизу зроблений батут і вони стрибали, і ми внизу знімали, як вони співають в повітрі, як вони летять. Це була приголомшлива для глядачів сцена — ніхто не розумів, як ми це зробили.

Водночас фільм зіграв з акторами й злий жарт. Поки вся країна виспівувала ««…я пью до дна», в «Комсомольській правді» з'явилася розгромна стаття під назвою «Фальшива душа». Внаслідок чого «Машині времені» на цілих п'ять років заборонили виступати на московській сцені. Що стосується Софії Ротару, то чуток, що співачка остаточно втратила голос, стало ще більше.
Софія Ротару у фільмі співає сама, але говорить чужим голосом. Насправді її дійсно переозвучила інша актриса, але тільки через молдавський акцент співачки. На відміну від своєї героїні — Ротару не довелося назавжди прощатися зі сценою. Голос, втрачений через невдалу операцію, повернувся.

## Музика в кінокартині
- пісні на музику Олександра Зацепіна:

«Моя песня» на вірші Роберта Рождественського (С.Ротару виконала а капела, в титрах на початку фільму звучить в інструментальній версії)
«Живу надеждой» на вірші Ігора Коханівського (С.Ротару)
«Дело не в погоде» на вірші Ігоря Коханівського (С.Ротару та М.Боярський)
- песни «Машины времени»:

«Право» (виконують М.Боярський та А.Макаревич), «Бег по кругу» (звучить за кадром у виконанні «Машины времени»)
«Кого ты хотел удивить» (М.Боярський),
«Барьер» (С.Ротару),
«Костер» (С.Ротару),
«Путь» (Музика і вірші А.Макаревича; виконаує С.Ротару)
«За тех, кто в море» (музика О.Кутикова, А.Макаревича, вірші А.Макаревича; виконує С.Ротару).

## У ролях
- Софія Ротару — Вікторія Свободіна, співачка;
- Ролан Биков — Альберт Леонідович, адміністратор Свободіної;
- Михайло Боярський — соліст ансамблю, друг Вікторії;
- В'ячеслав Спесивцев — Сергій;
- Івар Калниньш;
- Леонід Оболенський — старий біля моря
- Валерій Єфремов
- Олександр Кутіков
- Андрій Макаревич
- Петро Подгородецький
- Ованес Мелік-Пашаєв
- Вадим Вільський — Норман, музичний продюсер

## Знімальна група
- Автори сценарію: Олександр Бородянський, Олександр Стефанович;
- Режисер: Олександр Стефанович;
- Композитор: Олександр Зацепін;
- У фільмі також звучать пісні «Машини времени»: «Право», «Бег по кругу», «Кого ты хотел удивить», «Барьер», «Костер», «Путь», «За тех, кто в море»;
- Звукорежисер: Віктор Бабушкін;

## Цікаві факти
Присутність в кадрі у мікрофону ще зовсім недавно забороненого співака Андрія Макаревича викликало у чиновників обурення і вони навіть запропонували режисерові абияк поміняти в цих кадрах обличчя Макаревича на якого-небудь іншого артиста, але Стефанович заперечив, що технічної можливості для такої операції немає і фільм випустили в прокат без перемонтажу.